# Aspidistra petiolata
Aspidistra petiolata är en sparrisväxtart som beskrevs av Tillich. Aspidistra petiolata ingår i släktet Aspidistra och familjen sparrisväxter. Inga underarter finns listade i Catalogue of Life.